# Bolivianischer Totenkopfaffe

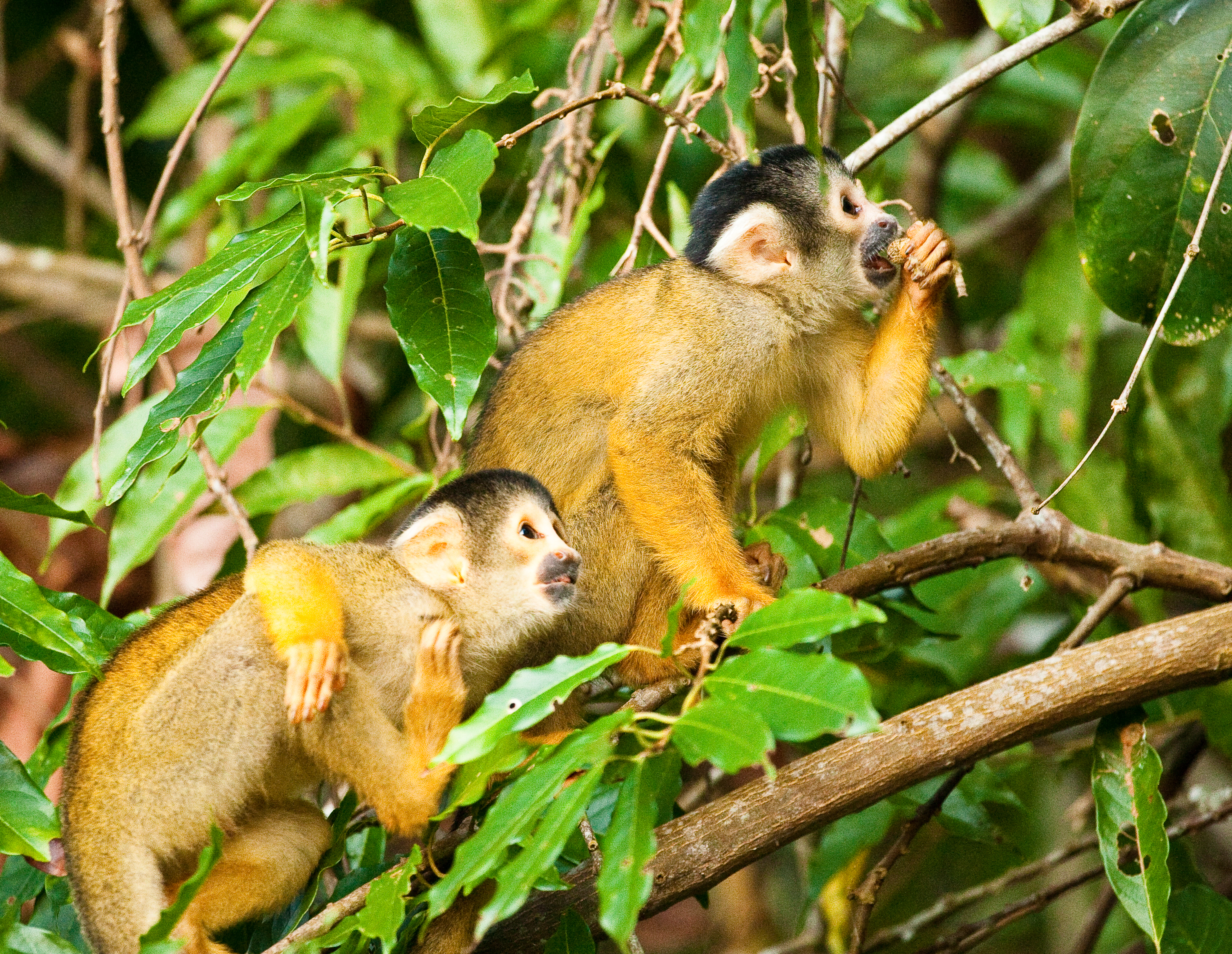
Bolivianische Totenkopfaffen

Der Bolivianische Totenkopfaffe (Saimiri boliviensis) ist eine Primatenart aus der Gruppe der Neuweltaffen.

## Merkmale
Bolivianische Totenkopfaffen sind wie alle Totenkopfaffen relativ kleine Primaten. Sie erreichen eine Kopfrumpflänge von 25 bis 37 Zentimetern, wozu noch ein 37 bis 43 Zentimeter langer Schwanz kommt. Mit einem Gewicht von bis zu 1 Kilogramm sind Männchen schwerer als Weibchen, die bis zu 0,75 Kilogramm erreichen. Das kurze, dichte Fell ist an der Oberseite grau oder olivgrün gefärbt, die Unterarme, Hände und Füße sind orangegelb. Der Kopf ist rundlich, das Gesicht ist weiß, die Kappe an der Oberseite des Kopfes ist bei Männchen grau und bei Weibchen schwarz gefärbt. Die weißen Bögen über den Augen sind rundlicher und gehen weniger weit nach oben als beim Guyana-Totenkopfaffen. Der lange Schwanz ist verglichen mit anderen Totenkopfaffen relativ dünn.

## Verbreitung und Lebensraum
Bolivianische Totenkopfaffen leben im westlichen Südamerika. Ihr Verbreitungsgebiet umfasst das südwestliche Brasilien, das östliche Peru und Bolivien. Ihr Lebensraum sind Wälder, häufig halten sie sich in zeitweise überfluteten Flusswäldern auf.

## Lebensweise und Ernährung
Diese Primaten sind tagaktive Baumbewohner, die sich eher in der unteren Baumregion aufhalten. Sie bewegen sich meist auf allen vieren fort und sind dabei sehr schnell und geschickt.
Sie leben in großen Gruppen von 45 bis 75 Tieren. Beide Geschlechter entwickeln eine Rangordnung. Junge Männchen, die ihre Geburtsgruppe verlassen haben, bilden zunächst reine Männchengruppen, bevor sie in gemischte Gruppen hineinzukommen versuchen. Die Weibchen, die in ihrer Geburtsgruppe verbleiben und ihre Rangordnung auch über die Verwandtschaft definieren, bleiben allerdings stets dominant über die Männchen, welche sich meist nur am Rand der Gruppe aufhalten. Die Streifgebiete einer Gruppe sind mit bis zu fünf Quadratkilometer sehr groß.
Bolivianische Totenkopfaffen ernähren sich vorwiegend von Insekten und Früchten, deren Anteil je nach Jahreszeit variieren kann. Die Jagd auf Insekten nimmt den größten Teil des Tages in Anspruch (bis zu 50 % des Tages), das Fressen der Früchte nur rund zehn Prozent. Daneben fressen sie auch andere Pflanzenteile wie Blätter, Blüten und anderes, aber auch Eier und kleine Wirbeltiere.

## Fortpflanzung

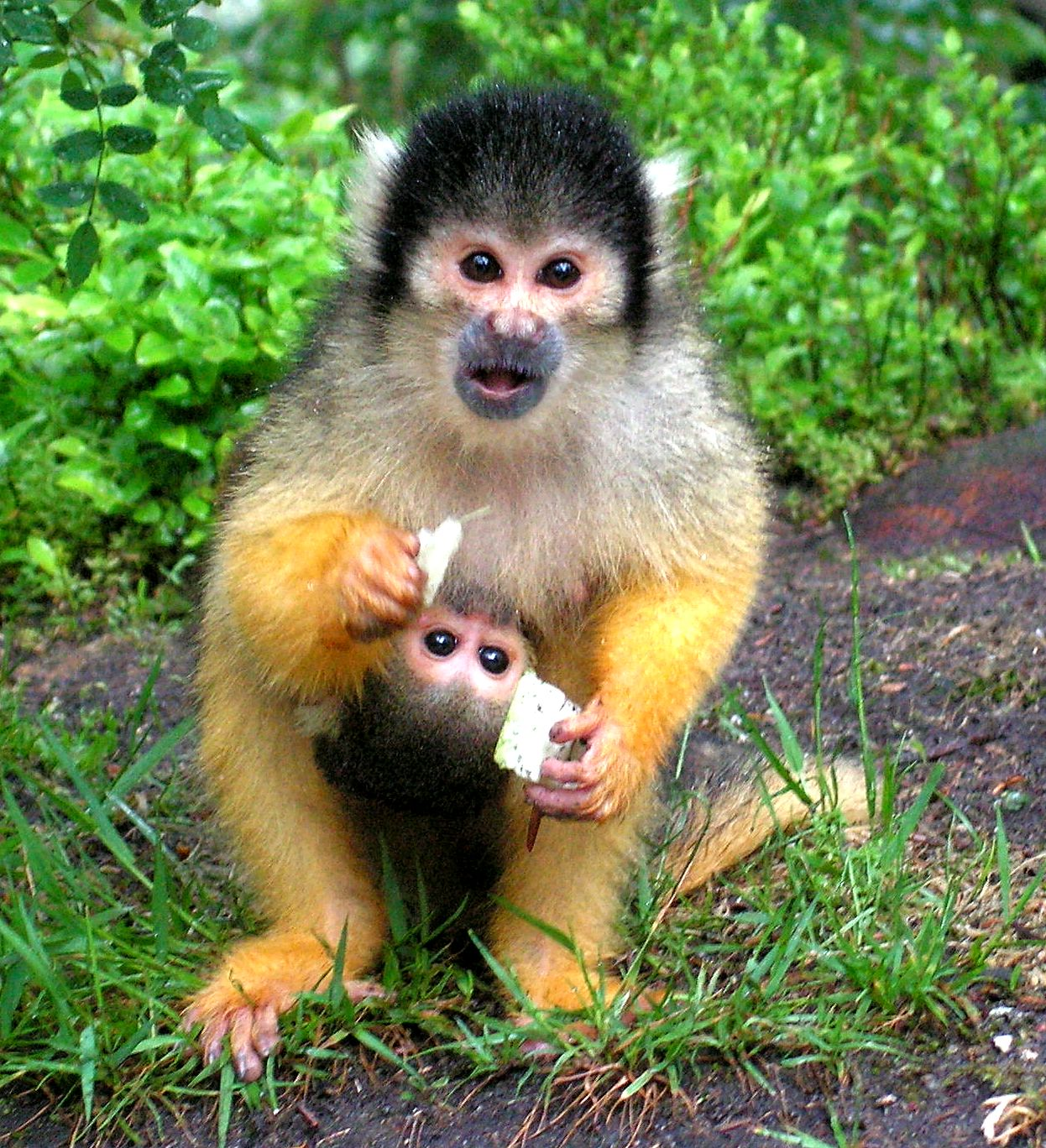
Bolivianischer Totenkopfaffe mit Jungtier

Die Fortpflanzungszeit der Bolivianischen Totenkopfaffen ist geprägt von zunehmender Aggressivität zwischen den Männchen, die während dieser Zeit bis zu 20 Prozent an Gewicht zulegen können. Die Weibchen bevorzugen für die Paarung die stärksten Männchen und die, die am meisten zugenommen haben. Nach einer rund 150- bis 170-tägigen Tragzeit kommt in der Regel ein einzelnes Junges zur Welt, wobei die Geburten innerhalb einer Gruppe synchronisiert sind und annähernd gleichzeitig erfolgen. Nicht nur die Mutter, sondern auch andere Weibchen kümmern sich um das Jungtier, das nach vier bis sechs Monaten entwöhnt wird. Mit rund zwei bis drei Jahren tritt die Geschlechtsreife ein, die Männchen verlassen zu diesem Zeitpunkt ihre Geburtsgruppe.

## Gefährdung
Mancherorts werden Bolivianische Totenkopfaffen wegen ihres Fleisches bejagt oder weil sie zu Heimtieren gemacht werden. Daneben leiden sie auch an der Zerstörung ihres Lebensraums, insgesamt ist die Art aber weit verbreitet und laut der IUCN nicht gefährdet (least concern).

## Systematik
Der Bolivianische Totenkopfaffen bildet eine von acht Arten der Gattung der Totenkopfaffen. Kladistisch ist er die basale Schwestergruppe einer Klade aus allen übrigen Totenkopfaffenarten. Es werden zwei Unterarten unterschieden, die Nominatform Saimiri boliviensis boliviensis im Westen des brasilianischen Amazonasbecken, im Südwesten Perus und im Norden von Bolivien und S. b. peruviensis im Nordwesten Perus zwischen Río Huallaga und Río Ucayali.